# Goran Gatarić

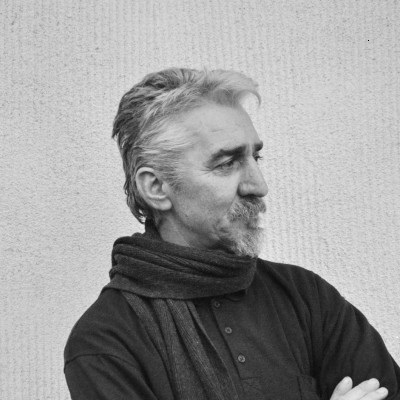
Goran Gatarić

Goran Gatarić (* 14. Oktober 1961 in Subotinje, Kakanj, Jugoslawien) ist ein serbischer Maler.

## Biografie

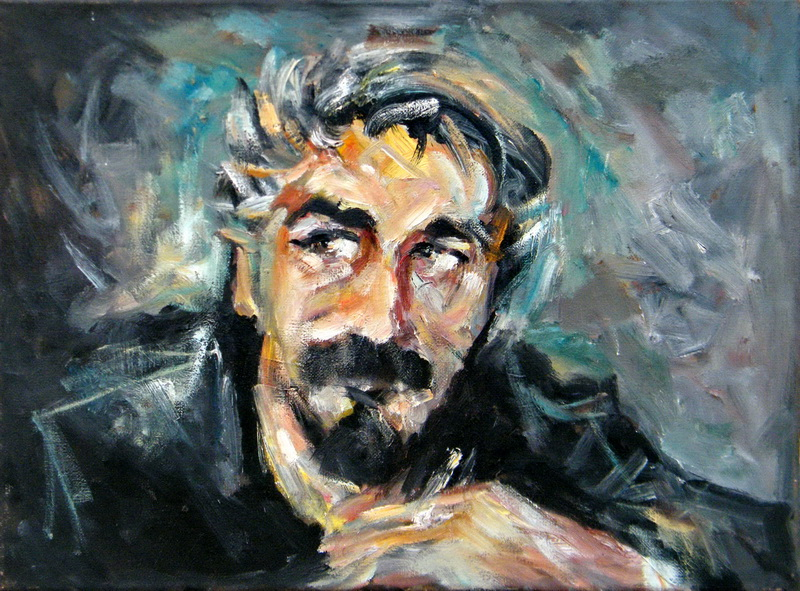
Selbstporträt, Öl auf Leinwand

Goran Gatarić lebte und arbeitete zunächst in Zenica und Sarajevo. In den frühen 1990er Jahren zog er nach Mailand, wo er mehrere Jahre blieb.
Wegen des Krieges in Bosnien kehrte er nach Bosnien zurück. Als Freiwilliger der Armee der Republik Serbien nahm er an den Kämpfen um den Berg Igman teil. Obwohl er mit den Schwierigkeiten des Krieges konfrontiert war, malte er weiter. Viele seiner Werke, die in den neunziger Jahren seines Lebens in Bosnien entstanden waren, wurden von Mitgliedern der NATO-Schutztruppe SFOR gekauft. 
Nach dem Krieg ging Gatarić nach Bratunac, wo er weiterhin malte und mit Einzelausstellungen begann. Einige seiner Kunstwerke befinden sich im Gebäude des Serbischen Nationaltheaters in Novi Sad. Die Schauspieler Nikola Kojo und Dragan Bjelogrlić, die Dichterin Mira Bulatović, der Politiker Nikola Koljević, die Schriftstellerin Isidora Bjelica und der Sänger Željko Samardžić besitzen Werke von Gatarić.

## Ausstellungen und Auszeichnungen
- 1988 Zenica, Bosnien und Herzegowina: Gruppenausstellung, eine Sammlung von Tomislav Perazić
- 1994 Ilidža, Bosnien und Herzegowina: Versammlung der Maler aus der Republik Serbien, 1. Preis
- 1994 Novi Sad, Serbien: Einzelausstellung, Präsentation von Ost-Sarajevo
- 1996 Ljubovija, Bosnien und Herzegowina: Einzelausstellung
- 1997 Pale (Bosnien und Herzegowina): Künstlerkolonie Pale
- 1999 Bratunac, Bosnien und Herzegowina: Gruppenausstellung
- 2000 Zvornik, Bosnien und Herzegowina: Gruppenausstellung (Sammlung von Goran Gatarić, Branko Nikitović und Obren Krstić)

## Privates
Heute lebt Goran Gatarić in einem Dorf in Mačva in Serbien. Er ist Vater von drei Kindern.

## Werke (Auswahl)

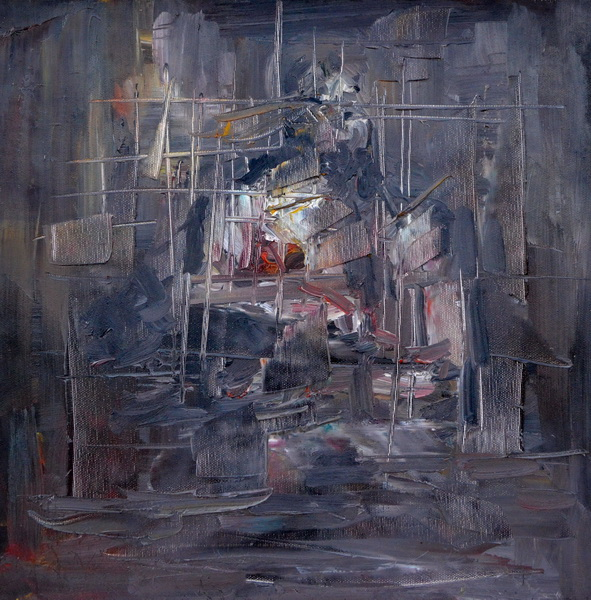
The Path of Christ
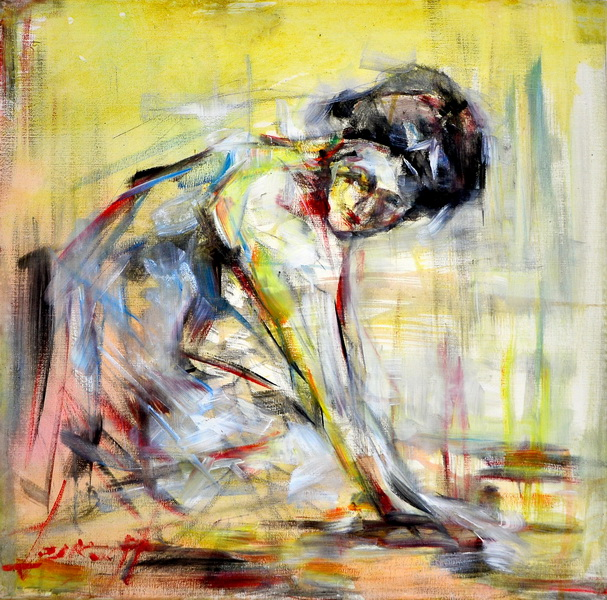
Cleaning Lady
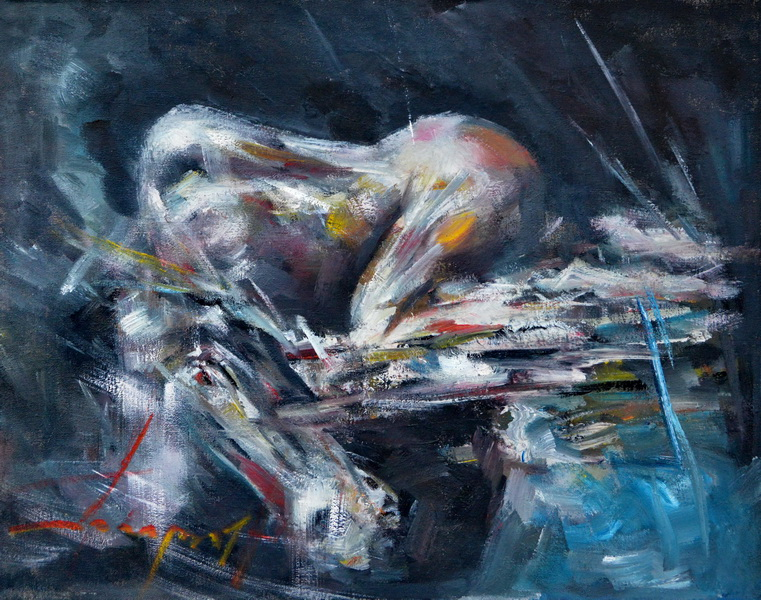
Woman At the Dock
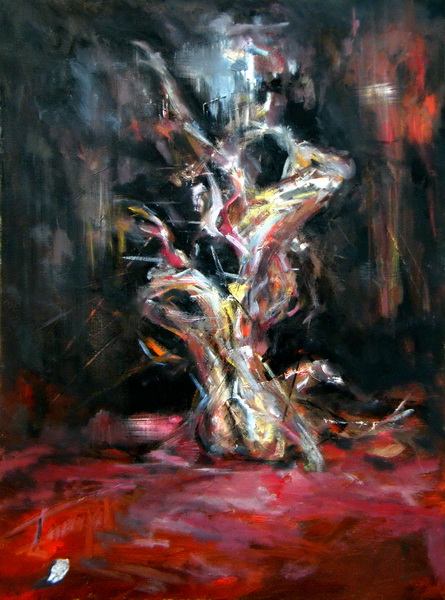
The Birth